# Anna Sen
Anna Sergejevna Sen (ryska: Анна Сергеевна Сень), född 3 december 1990 i Krasnodar, Sovjetunionen, är en rysk handbollsspelare (vänsternia).

## Karriär

### Klubblagsspel
Anna Sen spelade till 2010 för födelsestadens FK Kuban Krasnodar. Med Kuban  fick hon spela kvartsfinal i EHF-cupen två år i rad 2009 och 2010. Sommaren 2010 bytte hon klubb till ligarivalen Zvezda Zvenigorod,  där hon spelade både höger- och vänsternia. Efter ett år skrev hon kontrakt med ryska toppklubben GK Rostov-Don. Säsongen 2014-2015 spelade ho  för  ungerska Győri ETO KC. Med Győr vann hon 2015 den ungerska cupen. Men efter ett år återvände hon till GK Rostov-Don. Med Rostov Don vann hon 2017  EHF-cupen och ryska mästerskapet 2017, 2018 och 2019.

### Landslagsspel
Anna Sen började sin landslagskarriär i de ryska ungdomslandslagen. 2008 i U-18 VM var hon med och tog hem guldet till Ryssland. 2009 fick hon en bronsmedalj i U-19 EM och blev skyttedrottning med 48 mål i turneringen. 2010 blev det en silvermedalj i U-20 VM i Korea. Vid OS 2016 i Rio de Janeiro fick hon sin första stora framgång med ryska seniorlandslaget då ryskorna tog hem guldet. Vid EM 2018 i Frankrike fick hon nöja sig med silver efter rysk finalförlust mot värdlandet Frankrike. Vid VM 2019 i Japan blev det en bronsmedalj. I turneringen stod Anna Sen för 35 mål. Hon var med och tog OS-silver i OS 2020 i Tokyo.